# 케티 3세
케티 3세(Kheti III)는 이집트 제9왕조의 파라오이다. 토리노 파피루스에는 이름이 나오지 않으나, 위치상 4-23이다.
그의 시대에 테베는 이집트 제11왕조의 인테프 3세가 다스리고 있었다. 케티 3세는 아비도스를 공략하여 인테프 3세와 대결하였으나, 아시아인들이 나일강 삼각주 지방에서 침입함에 따라 인테프 3세와 정전하고 아시아인들과 싸웠다.
| 전임 세넨? | 이집트 제9왕조의 파라오 ? | 후임 케티 4세 |